# Začátky
Začátky (v originále Beginners) je americký dramatický film z roku 2010, který režíroval Mike Mills podle vlastního scénáře. Snímek měl světovou premiéru na Mezinárodním filmovém festivalu v Torontu dne 11. září 2010.

## Děj
38letý Oliver pracuje jako grafik a žije sám. Po smrti otce se stará o jeho psa Artura, který chce být všude s ním. Na kostýmovém večírku se Oliver (v kostýmu Sigmunda Freuda) seznámí s Annou, nekonvenční francouzskou herečkou, se kterou naváže nezávazný vztah. První noc spolu komunikují pouze pomocí znakové řeči a pantomimy.

## Obsazení
| Ewan McGregor       | Oliver  |
| Christopher Plummer | Hal     |
| Mélanie Laurentová  | Anna    |
| Goran Višnjić       | Andy    |
| Mary Page Keller    | Georgia |

## Ocenění
- National Board of Review: nejlepší herec roku (Christopher Plummer)
- Gotham Award spolu s filmem Strom života
- Oscar: nejlepší herec ve vedlejší roli (Christopher Plummer)
- Zlatý glóbus: nejlepší herec ve vedlejší roli (Christopher Plummer)